# راي روبرتسون (رياضي)
راي روبرتسون (بالإنجليزية: Ray Robertson)‏ هو عداء سريع أمريكي، ولد في 7 ديسمبر 1901 في دورشستر ‏ في الولايات المتحدة، وتوفي في 18 يونيو 1937.

## وصلات خارجية
- راي روبرتسون على موقع أوليمبيديا (الإنجليزية)